# Aviatyrannis
Aviatyrannis („Babička tyranů“ - odkazuje k mnohem mladším tyranosauridům) byl tyranosauroidní teropodní dinosaurus, který žil na území dnešního Portugalska v období svrchní jury (asi před 155 miliony let). Byl velmi vzdáleným příbuzným slavného druhu Tyrannosaurus rex, žijícího o 90 milionů let později na území Severní Ameriky.

## Zařazení a popis
Tohoto dinosaura popsal v roce 2003 německý paleontolog Oliver Rauhut ze sedimentů geologického souvrství Alcobaça. Jde o jednoho z nejstarších známých tyranosauroidů, pouze rody Proceratosaurus, Kileskus, Guanlong a možná Iliosuchus jsou ještě starší.
Je pravděpodobné, že Aviatyrannis byl blízce příbuzný jinému vývojově primitivnímu tyranosauroidovi rodu Stokesosaurus (původně byl dokonce popsán jako tento rod). Šlo o malého teropoda, jehož kyčelní kost měřila u holotypu pouhých 90 milimetrů na délku. Dosahoval pravděpodobně délky 1 metru a hmotnosti kolem 5 kilogramů. Podle jiných odhadů byl však podstatně větší, dosahoval délky 4 metrů a hmotnosti několika stovek kilogramů. Typový druh A. jurassica byl popsán v roce 2003.